# Quatuor Joachim
Quatuor Joachim est le nom porté par différents quatuors à cordes fondés à partir de 1851 par le violoniste Joseph Joachim.

## Historique
Joseph Joachim est le fondateur de quatre quatuors ayant porté son nom. Le premier Quatuor Joachim est fondé en 1851 à Weimar et est actif jusqu'en 1852. À cette date, Joachim monte un nouveau quatuor à Hanovre, actif jusqu'en 1866,.
Bien que présent seulement six semaines par an à Londres, Joseph Joachim y fonde un autre quatuor, actif entre 1859 et 1897. Dans ce quatuor, le second violon est tenu par Louis Ries (entre 1859 et 1897) et l'alto par Ludwig Straus (1871-1893) puis Johann Kruse (1893-1897), notamment. En l'absence de Joachim, Wilma Neruda occupe le poste de premier violon.
Mais la formation principale portant le nom de Quatuor Joachim est celle de Berlin, active à compter de 1869 jusqu'à la mort de Joachim, en 1907,.
À Berlin, Joachim était directeur de la Hochschule für Musik. Avec ses collègues, il donne en quatuor chaque hiver des séries de concerts à l'Académie de chant de Berlin.
La formation se produit également à Vienne, Paris, Budapest et Rome, interprétant notamment le cycle complet des quatuors de Beethoven au Palais Farnèse en 1905. À Londres, l'ensemble donne l'intégrale des œuvres de musique de chambre de Brahms au Queen's Hall en 1906.

## Membres

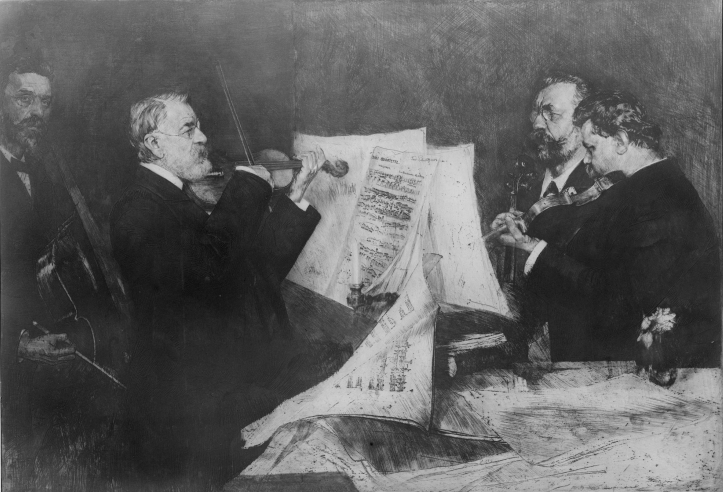
Le Quatuor Joachim (de gauche à droite : Robert Hausmann, violoncelle, Joseph Joachim, violon I, Emanuel Wirth, alto, et Karel Halíř, violon II), gravure de Ferdinand Schmutzer (1904).

Les membres du Quatuor Joachim de Berlin étaient, :
- premier violon : Joseph Joachim (1869-1907) ;
- second violon : Ernst Schiever (1869-1870), Heinrich de Ahna (en) (1871-1892), Johann Kruse (1892-1897), Karel Halíř (1897-1907) ;
- alto : Heinrich de Ahna (1869-70), Eduard Rappoldi (1871-1877), Emanuel Wirth (en) (1877-1906) et Karl Klingler (en) (1906-1907) ;
- violoncelle : Wilhelm Müller (1869-1879) puis Robert Hausmann (1879-1907).

## Répertoire et créations
Le Quatuor Joachim a donné en concert le cycle complet des quatuors à cordes de Beethoven à plusieurs reprises,.
Il est aussi le créateur de plusieurs œuvres, de Brahms (Quatuor no 2, 1873 ; Quatuor no 3, 1876 ; Quintette avec clarinette, 1891), Cherubini, d'Albert, Dohnányi, Dvořák (Quatuor no 10, 1879) et Niels Gade, notamment.